# British Steel (альбом)
British Steel (с англ. — «Британская сталь») — шестой студийный альбом британской метал-группы Judas Priest, вышедший в 1980 году.

## Запись
После выпуска концертного альбома Unleashed in the East, который впервые принёс Judas Priest место в десятке лучших альбомов Британии и, наконец, попал в американский Топ 100, участники группы и менеджмент утвердились во мнении, что для закрепления успеха группы ей требуется завоевать американскую аудиторию. «Я считаю, Judas Priest были готовы к большому прорыву в Штатах, — говорил продюсер Том Аллом, — Число их поклонников уверенно увеличивалось, и теперь им как раз был нужен коммерческий альбом».
Для записи нового студийника музыканты вместе с продюсером Томом Алломом отправились в поместье Титтенхёрст-парк, расположенное рядом с Аскотом в графстве Беркшир. В то время оно принадлежало Ринго Старру, барабанщику группы The Beatles, который в 1973 году купил его у Джона Леннона. Последний построил на этом участке студию Ascot Sound, а Ринго переименовал её в Startling Studios. Ранее здесь же проходило сведение Unleashed in the East, а позже в том же 1979 году Том Аллом работал с Def Leppard над их дебютным альбомом On Through the Night. Ни самого Ринго, ни его жены Морин на тот момент в поместье не было. «Но Ринго не стал рисковать, — вспоминал Кей Кей Даунинг. — Он вывез всё ценное, а также установил для нас правила. Нельзя было кататься на мотоциклах по участку, мы это делали. Также нельзя было ловить рыбу в озере, и это мы тоже делали!»
В поместье музыканты провели ровно месяц — с 1 февраля по 28 февраля. Хотя Startling Studios была приличной студией, Judas Priest решили, что помещение самого дома предпочтительнее.

## Значение
В 2002 году альбом занял 42-ю позицию в рейтинге «100 лучших рок-альбомов всех времён» по версии журнала Classic Rock. В марте 2023 года группа авторов американского издания Rolling Stone включила песню «Living After Midnight» из этой пластинки в список «100 величайших метал-песен всех времён». В этом рейтинге она заняла 27-ю позицию.
В марте 2024 года американский онлайн-ресурс Loudwire опубликовал обновлённый рейтинг дискографии группы из 19 студийных альбомов и разместил этот диск в нём на четвёртом месте.

## Список композиций

### Оригинальный винил и ремастированный CD
Слова и музыка всех песен — написаны Робом Хэлфордом, Гленном Типтоном, Кей Кей Даунингом.
| №  | Название                              | Длительность |
| -- | ------------------------------------- | ------------ |
| 1. | «Rapid Fire»                          | 4:08         |
| 2. | «Metal Gods»                          | 4:00         |
| 3. | «Breaking the Law»                    | 2:35         |
| 4. | «Grinder»                             | 3:58         |
| 5. | «United»                              | 3:35         |
| 6. | «You Don’t Have to Be Old to Be Wise» | 5:04         |
| 7. | «Living After Midnight»               | 3:31         |
| 8. | «The Rage»                            | 4:44         |
| 9. | «Steeler»                             | 4:30         |

Слова и музыка всех песен — Хэлфорд, Даунинг и Типтон.
| №   | Название                                                                 | Длительность |
| --- | ------------------------------------------------------------------------ | ------------ |
| 10. | «Red, White & Blue» (записана во время сессий Turbo)                     | 3:42         |
| 11. | «Grinder» (Концерт в Long Beach Arena, Лонг-Бич, Калифорния; 5 мая 1984) | 4:49         |

### Оригинальное американское издание (винил и CD)
Слова и музыка всех песен — Хэлфорд, Даунинг и Типтон.
| №  | Название                              | Длительность |
| -- | ------------------------------------- | ------------ |
| 1. | «Breaking the Law»                    | 2:35         |
| 2. | «Rapid Fire»                          | 4:08         |
| 3. | «Metal Gods»                          | 4:00         |
| 4. | «Grinder»                             | 3:58         |
| 5. | «United»                              | 3:35         |
| 6. | «Living After Midnight»               | 3:31         |
| 7. | «You Don’t Have to Be Old to Be Wise» | 5:04         |
| 8. | «The Rage»                            | 4:44         |
| 9. | «Steeler»                             | 4:30         |

### 2010 дополнительный концертный DVD/специальное издание CD
Слова и музыка всех песен — Хэлфорд, Даунинг и Типтон.
| №   | Название                              | Длительность |
| --- | ------------------------------------- | ------------ |
| 1.  | «Rapid Fire»                          | 4:18         |
| 2.  | «Metal Gods»                          | 4:34         |
| 3.  | «Breaking the Law»                    | 2:43         |
| 4.  | «Grinder»                             | 4:06         |
| 5.  | «United»                              | 3:45         |
| 6.  | «You Don’t Have to Be Old to Be Wise» | 5:24         |
| 7.  | «Living After Midnight»               | 4:53         |
| 8.  | «The Rage»                            | 5:04         |
| 9.  | «Steeler»                             | 5:23         |
| 10. | «The Ripper»                          | 3:09         |
| 11. | «Prophecy» (только на DVD)            | 6:12         |
| 12. | «Hell Patrol»                         | 3:57         |
| 13. | «Victim of Changes»                   | 9:29         |
| 14. | «Freewheel Burning»                   | 5:49         |
| 15. | «Diamonds and Rust»                   | 4:07         |
| 16. | «You’ve Got Another Thing Comin’»     | 8:58         |

## Состав группы
- Роб Хэлфорд — вокал
- Гленн Типтон — гитара
- Кей Кей Даунинг — гитара
- Иэн Хилл — бас-гитара
- Дэйв Холланд — ударные

## Чарты
| Чарт (1980—2010)                    | Позиция |
| ----------------------------------- | ------- |
| Финляндия (Suomen virallinen lista) | 46      |
| Германия (Media Control)            | 59      |
| Греция (IFPI)                       | 4       |
| Испания (PROMUSICAE)                | 55      |
| Швеция (Sverigetopplistan)          | 20      |
| Швейцария (Schweizer Hitparade)     | 92      |
| Великобритания (UK Albums Chart)    | 4       |
| США (Billboard 200)                 | 34      |

Синглы — BPI (UK)
| Чарт (1980)      | Название                | Позиция |
| ---------------- | ----------------------- | ------- |
| UK Singles Chart | «Breaking the Law»      | 12      |
| UK Singles Chart | «Living After Midnight» | 12      |
| UK Singles Chart | «United»                | 26      |

## Сертификации
| Регион                                                      | Сертификация | Продажи    |
| ----------------------------------------------------------- | ------------ | ---------- |
| Канада (Music Canada)                                       | Золотой      | 50 000^    |
| Швеция (GLF)                                                | Золотой      | 50 000^    |
| Великобритания (BPI)                                        | Серебряный   | 60 000^    |
| США (RIAA)                                                  | Платиновый   | 1 000 000^ |
| ^ Данные о тиражах приведены только на основе сертификации. |              |            |